# Frkuljevec Mihovljanski
Frkuljevec Mihovljanski is een plaats in de gemeente Mihovljan in de Kroatische provincie Krapina-Zagorje. De plaats telt 112 inwoners (2001).